# Beitrittsverhandlungen Georgiens mit der Europäischen Union
Georgien ist ein Staat im Kaukasus, der langfristig plant, der Europäischen Union (EU) beizutreten. Georgien ist Mitglied im Europarat. Seit 2009 ist Georgien mit der EU über die Östliche Partnerschaft und seit 2014 als Mitglied der Vertieften und umfassenden Freihandelszone (DCFTA) verbunden. Es beteiligt sich außerdem an den EU-Programmen Europäische Nachbarschaftspolitik (ENP) und TRACECA.
Georgien plante ursprünglich, einen formellen Antrag auf EU-Mitgliedschaft im Jahr 2024 zu stellen, um in den 2030er Jahren der Europäischen Union beizutreten. Aufgrund des russischen Überfalls auf die Ukraine reichte das Land den Antrag bereits am 3. März 2022 ein. Seit dem 14. Dezember 2023 ist Georgien offiziell Beitrittskandidat.
Nach ihrem umstrittenen Wahlsieg 2024 kündigte die neue, russlandfreundliche Regierung unter Führung der Partei Georgischer Traum allerdings an, die EU-Beitrittsverhandlungen stoppen zu wollen. Dies führte im Land zu Massenprotesten. Aufgrund des gewaltsamen Umgangs der Regierung mit den Protesten legte die Europäische Union die Verhandlungen am 28. Juni 2024 vorerst wieder auf Eis.

## Geschichte
Georgien wurde 1991 unabhängig, vorher war es eine Unionsrepublik (Gliedstaat) der inzwischen aufgelösten Sowjetunion.

### TACIS-Programm
Noch 1991 reagierte die damalige EG auf die Entwicklungen in der früheren Sowjetunion und lancierte das TACIS-Programm. Zu dieser Zeit war dies das größte Programm seiner Zeit. Unterstützung war u. a. für Georgien vorgesehen um die Schaffung einer Marktwirtschaft in Georgien zu unterstützen.

### Partnerschafts- und Kooperationsabkommen
Das Partnerschafts- und Kooperationsabkommen zwischen der EU und Georgien wurde am 22. April 1996 unterzeichnet und trat am 1. Juli 1999 in Kraft.

### EU-Beitrittsbestrebungen
Georgien strebt seit der Präsidentschaft Micheil Saakaschwilis eine enge Bindung an die EU an. Bei seiner ersten Rede vor dem Europäischen Parlament warb Saakaschwili für eine Beitrittsperspektive. Georgien sei historisch gesehen ein altes europäisches Land, das sich in den letzten drei Jahren von einem post-sowjetischen Chaos in eine marktwirtschaftliche Demokratie verwandelt habe, erklärte er 2006 in Straßburg.
Der Kaukasuskrieg 2008 bremste die Annäherung an die Europäische Union. Präsident Saakaschwili gab der EU eine Mitschuld am Militärkonflikt, weil sie seine Warnungen vor einer russischen Truppenkonzentration an der georgischen Grenze nicht ernst genommen habe. Am 15. September 2008 fasste die EU den Beschluss, eine Überwachungsmission nach Georgien zu entsenden. Zwei Wochen später startete die operative Phase der European Union Monitoring Mission (EUMM) für Georgien. Die Personalstärke von 350 Mitarbeitern im Hauptquartier und Stab sowie 200 Beobachtern wurde von 22 EU-Mitgliedstaaten getragen.
Auch wenn der militärische Konflikt zwischen Georgien und Russland eine EU-Mitgliedschaft Georgiens in weite Ferne gerückt hat, ist die EU bemüht, die Beziehungen zu festigen. Im Mai 2009 gründete Brüssel zu diesem Zweck mit Georgien und fünf weiteren ehemaligen Sowjetrepubliken die Östliche Partnerschaft.
Das Europäische Parlament stellt fest, dass Georgien, Moldau und die Ukraine gemäß Artikel 49 des Vertrags mit der EU eine europäische Perspektive haben und die EU-Mitgliedschaft beantragen können. Georgien plante ursprünglich, einen formellen Antrag auf EU-Mitgliedschaft im Jahr 2024 zu stellen, um in den 2030er Jahren der Union beizutreten. Aufgrund der „neuen Realität“ (siehe Russischer Überfall auf die Ukraine) reichte das Land den Antrag bereits am 3. März 2022 ein. Nachdem Georgien im Juni 2022 zunächst nur eine „europäische Perspektive“ versprochen wurde und 12 zu erfüllende Bedingungen für die Erlangung des Kandidatenstatus gestellt wurden, empfahl die EU-Kommission am 8. November 2023 dem Rat der Europäischen Union, Georgien beim nächsten Gipfel formal den Status eines EU-Kandidaten zu verleihen, was am 14. Dezember 2023 geschah.

### Assoziierungsabkommen
Die Verhandlungen um das Assoziierungsabkommen zwischen der EU und Georgien begannen am 15. Juli 2010 in Batumi, gleichzeitig mit jenen zwischen der EU und Aserbaidschan sowie Armenien.
Im November 2013 paraphierten Georgien und Moldawien im Rahmen der Östlichen Partnerschaft jeweils ein Assoziierungsabkommen mit der EU. Die Abkommen wurden am 27. Juni 2014 in Brüssel unterzeichnet. Auch die Ukraine unterzeichnete ein analoges Abkommen, dessen Inkrafttreten nach trilateralen Gesprächen aber einvernehmlich auf den 31. Dezember 2015 verschoben wurde, um russische Bedenken zu berücksichtigen. Das Assoziierungsabkommen mit Georgien wurde bereits von allen Mitgliedstaaten sowie vom Europäischen Parlament und dem Rat der Europäischen Union ratifiziert und trat am 1. Juli 2016 vollständig in Kraft. Damit ist Georgien eine Reihe von Verpflichtungen in den Bereichen Demokratie, Rechtsstaatlichkeit, Menschenrechte und Grundfreiheiten, gute Regierungsführung, Marktwirtschaft und nachhaltige Entwicklung eingegangen.
Seit dem 1. September 2014 wurden wesentliche Teile des Assoziierungsabkommens angewandt. Allein im Jahr 2016 nahm die Ausfuhr georgischer Waren in die EU um 16 % zu.

#### Ratifikation

| Unterzeichner                 | Datum                      | Institution                      | Dafür        | Dagegen      | Enthaltungen | Hinterlegt                                 | Nachweis |
| ----------------------------- | -------------------------- | -------------------------------- | ------------ | ------------ | ------------ | ------------------------------------------ | -------- |
| Belgien                       | 23. April 2015             | Abgeordnetenkammer               | 101          | 17           | 20           | 1. Februar 2016                            |          |
| Belgien                       | königliche Zustimmung      |                                  |              |              |              | 1. Februar 2016                            |          |
| Bulgarien                     | 24. Juli 2014              | Nationalversammlung              | 91           | 0            | 0            | 9. September 2014                          |          |
| Bulgarien                     | 28. Juli 2014              | Zustimmung des Präsidenten       | erteilt      | erteilt      | erteilt      | 9. September 2014                          |          |
| Dänemark                      | 18. Dezember 2014          | Parlament                        | 101          | 7            | 0            | 18. Februar 2015                           |          |
| Dänemark                      | königliche Zustimmung      |                                  |              |              |              | 18. Februar 2015                           |          |
| Deutschland                   | 19. Dezember 2014          | Bundesrat                        | angenommen   | angenommen   | angenommen   | 22. Juli 2015                              | [ 14 ]   |
| Deutschland                   | 26. März 2015              | Bundestag                        | angenommen   | angenommen   | angenommen   | 22. Juli 2015                              | [ 15 ]   |
| Deutschland                   | 27. Mai 2015               | Zustimmung des Präsidenten       | erteilt      | erteilt      | erteilt      | 22. Juli 2015                              |          |
| Estland                       | 4. November 2014           | Versammlung                      | 66           | 0            | 0            | 12. Januar 2015                            |          |
| Estland                       | 13. November 2014          | Zustimmung des Präsidenten       |              |              |              | 12. Januar 2015                            |          |
| Europäische Union und Euratom | 18. Dezember 2014          | Europäisches Parlament           | 490          | 76           | 57           | 19. April (Euratom) bzw. 23. Mai 2016 (EU) | [ 16 ]   |
| Europäische Union und Euratom | Rat der Europäischen Union |                                  |              |              |              | 19. April (Euratom) bzw. 23. Mai 2016 (EU) |          |
| Finnland                      | 10. März 2015              | Parlament                        | zugestimmt   | zugestimmt   | zugestimmt   | 6. Mai 2015                                |          |
| Finnland                      | 24. April 2015             | Zustimmung des Präsidenten       | erteilt      | erteilt      | erteilt      | 6. Mai 2015                                |          |
| Frankreich                    | 29. Oktober 2015           | Senat                            | angenommen   | angenommen   | angenommen   | 15. Dezember 2015                          |          |
| Frankreich                    | 25. Juni 2015              | Nationalversammlung              | angenommen   | angenommen   | angenommen   | 15. Dezember 2015                          |          |
| Frankreich                    | 9. November 2015           | Zustimmung des Präsidenten       | erteilt      | erteilt      | erteilt      | 15. Dezember 2015                          |          |
| Griechenland                  | 18. November 2015          | Parlament                        | zugestimmt   | zugestimmt   | zugestimmt   | 14. Dezember 2015                          |          |
| Griechenland                  | 24. November 2015          | Ausfertigung des Präsidenten     | erteilt      | erteilt      | erteilt      | 14. Dezember 2015                          |          |
| Irland                        | 27. Januar 2015            | Repräsentantenhaus               | 58           | 19           | 0            | 17. April 2015                             |          |
| Italien                       | 26. November 2015          | Senat                            | 202          | 37           | 10           | 3. Februar 2016                            |          |
| Italien                       | 29. Juli 2015              | Abgeordnetenkammer               | 310          | 93           | 34           | 3. Februar 2016                            |          |
| Italien                       | 7. Dezember 2015           | Zustimmung des Präsidenten       | erteilt      | erteilt      | erteilt      | 3. Februar 2016                            |          |
| Kroatien                      | 12. Dezember 2014          | Parlament                        | 116          | 0            | 1            | 24. März 2015                              |          |
| Kroatien                      | 18. Dezember 2014          | Zustimmung des Präsidenten       |              |              |              | 24. März 2015                              |          |
| Lettland                      | 14. Juli 2014              | Parlament                        | 81           | 0            | 0            | 2. Oktober 2014                            |          |
| Lettland                      | 18. Juli 2014              | Zustimmung des Präsidenten       | erteilt      | erteilt      | erteilt      | 2. Oktober 2014                            |          |
| Litauen                       | 8. Juli 2014               | Parlament                        | 84           | 0            | 1            | 29. Juli 2014                              |          |
| Litauen                       | 11. Juli 2014              | Zustimmung des Präsidenten       | erteilt      | erteilt      | erteilt      | 29. Juli 2014                              |          |
| Luxemburg                     | 18. März 2015              | Deputiertenkammer                | 55           | 2            | 0            | 12. Mai 2015                               |          |
| Luxemburg                     | 12. April 2015             | Ausfertigung des Großherzogs     | ausgefertigt | ausgefertigt | ausgefertigt | 12. Mai 2015                               |          |
| Malta                         | 21. August 2014            | Parlament                        | genehmigt    | genehmigt    | genehmigt    | 29. August 2014                            |          |
| Niederlande                   | 7. Juli 2015               | Senat                            | angenommen   | angenommen   | angenommen   | 21. September 2015                         |          |
| Niederlande                   | 7. April 2015              | Repräsentantenhaus               | 119          | 31           | 0            | 21. September 2015                         |          |
| Niederlande                   | 28. Juli 2015              | königliche Ausfertigung          | ausgestellt  | ausgestellt  | ausgestellt  | 21. September 2015                         |          |
| Österreich                    | 23. Juli 2015              | Bundesrat                        |              |              |              | 28. August 2015                            |          |
| Österreich                    | 8. Juli 2015               | Nationalrat                      | angenommen   | angenommen   | angenommen   | 28. August 2015                            |          |
| Österreich                    | 28. August 2015            | Zustimmung des Bundespräsidenten |              |              |              | 28. August 2015                            |          |
| Polen                         | 5. März 2015               | Senat                            | 75           | 0            | 0            | 22. Mai 2015                               |          |
| Polen                         | 6. Februar 2015            | Repräsentantenhaus               | 439          | 0            | 1            | 22. Mai 2015                               |          |
| Polen                         | 26. März                   | Zustimmung des Präsidenten       | erteilt      | erteilt      | erteilt      | 22. Mai 2015                               |          |
| Portugal                      | 2. April 2015              | Nationalversammlung              | zugestimmt   | zugestimmt   | zugestimmt   | 8. Oktober 2015                            |          |
| Portugal                      | 19. Mai 2015               | Zustimmung des Präsidenten       |              |              |              | 8. Oktober 2015                            |          |
| Rumänien                      | 2. Juli 2014               | Deputiertenkammer                | 298          | 0            | 0            | 14. Juli 2014                              |          |
| Rumänien                      | 3. Juli 2014               | Senat                            | 111          | 0            | 2            | 14. Juli 2014                              |          |
| Rumänien                      | 9. Juli 2014               | Zustimmung des Präsidenten       | erteilt      | erteilt      | erteilt      | 14. Juli 2014                              |          |
| Schweden                      | 26. November 2014          | Parlament                        | 249          | 44           | 0            | 9. Januar 2015                             |          |
| Slowakei                      | 23. September 2014         | Nationalrat                      | 117          | 0            | 1            | 21. Oktober 2014                           |          |
| Slowakei                      | 16. Oktober 2014           | Zustimmung des Präsidenten       | erteilt      | erteilt      | erteilt      | 21. Oktober 2014                           |          |
| Slowenien                     | 13. Mai 2015               | Nationalversammlung              | 69           | 3            | 0            | 27. Juli 2015                              |          |
| Slowenien                     | 21. Mai 2015               | Zustimmung des Präsidenten       |              |              |              | 27. Juli 2015                              |          |
| Spanien                       | 27. Mai 2015               | Senat                            | angenommen   | angenommen   | angenommen   | 28. Juli 2015                              |          |
| Spanien                       | 30. April 2015             | Deputiertenkongress              | 303          | 0            | 1            | 28. Juli 2015                              |          |
| Spanien                       |                            | königliche Zustimmung            | erteilt      | erteilt      | erteilt      | 28. Juli 2015                              |          |
| Tschechien                    | 18. März 2015              | Senat                            | 56           | 0            | 6            | 12. Juni 2015                              |          |
| Tschechien                    | 29. April 2015             | Deputiertenkammer                | 116          | 1            | 51           | 12. Juni 2015                              |          |
| Tschechien                    | 19. Mai 2015               | Zustimmung des Präsidenten       | erteilt      | erteilt      | erteilt      | 12. Juni 2015                              |          |
| Ungarn                        | 25. November 2014          | Nationalversammlung              | 127          | 6            | 0            | 7. April 2015                              |          |
| Ungarn                        | 5. Dezember 2014           | Zustimmung des Präsidenten       | erteilt      | erteilt      | erteilt      | 7. April 2015                              |          |
| Vereinigtes Königreich        | 23. Februar 2015           | House of Commons                 | zugestimmt   | zugestimmt   | zugestimmt   | 8. April 2015                              |          |
| Vereinigtes Königreich        | 9. März 2015               | House of Lords                   | zugestimmt   | zugestimmt   | zugestimmt   | 8. April 2015                              |          |
| Vereinigtes Königreich        | 19. März 2015              | königliche Zustimmung            | ausgefertigt | ausgefertigt | ausgefertigt | 8. April 2015                              |          |
| Zypern                        | 7. Mai 2015                | Repräsentantenhaus               | angenommen   | angenommen   | angenommen   | 18. August 2015                            |          |
| Zypern                        | 22. Mai 2015               | Zustimmung des Präsidenten       | zugestimmt   | zugestimmt   | zugestimmt   | 18. August 2015                            |          |

### Visaliberalisierung
Der Visaliberalisierungsdialog zwischen der EU und Georgien wurde 2012 aufgenommen. 2016 empfahl die Europäische Kommission den EU-Mitgliedsstaaten, georgischen Staatsbürgern, die über einen biometrischen Pass verfügen, die visafreie Einreise in den Schengenraum zu gestatten. Seit 28. März 2017 können Inhaber von biometrischen georgischen Pässen visafrei in die EU reisen.

## Kooperation (Entwicklungszusammenarbeit)
Die EU unterstützt in Georgien jährlich Projekte im Wert von rund 100 Mio. €. Diese Projekte werden zum überwiegenden Teil mit der georgischen Regierung abgestimmt. Projekte gibt es in folgenden Bereichen:
- Wirtschaftliche Entwicklung
- Bildung und Regierungsführung
- Wasser und Energie
- Menschenrechte und Sicherheit

Der größte Einzelbetrag ist für die Reform der Landwirtschaft und ländliche Entwicklung vorgesehen (ENPARD, 77,5 Mio. zwischen 2016 und 2022).